# Fabián Puerta Zapata
Fabián Hernando Puerta Zapata (Caldas, Departament d'Antioquia, 12 de juliol de 1991) és un ciclista colombià, especialista en el ciclisme en pista. Ha guanyat medalles al Campionat del món en pista, als Jocs Panamericans i als Jocs Centreamericans i del Carib, entre altres competicions.
Està casat amb la també ciclista Juliana Gaviria.

## Palmarès
- 2010
  - Medalla d'or als Jocs Centreamericans i del Carib en Quilòmetre
  - Medalla d'or als Jocs Sud-americans en Quilòmetre
  - Medalla d'or als Jocs Sud-americans en Velocitat per equips
  - 1r als Campionats Panamericans en Velocitat per equips
- 2011
  - Medalla d'or als Jocs Panamericans en Keirin
  - 1r als Campionats Panamericans en Keirin
  - 1r als Campionats Panamericans en Velocitat per equips
- 2012
  - 1r als Campionats Panamericans en Keirin
- 2013
  - 1r als Campionats Panamericans en Quilòmetre
  - 1r als Campionats Panamericans en Keirin
- 2014
  - Medalla d'or als Jocs Sud-americans en Keirin
  - Medalla d'or als Jocs Sud-americans en Velocitat
  - 1r als Campionats Panamericans en Keirin
- 2015
  - Medalla d'or als Jocs Panamericans en Keirin
  - 1r als Campionats Panamericans en Keirin
  - 1r als Campionats Panamericans en Velocitat
- 2017
  - 1r als Campionats Panamericans en Keirin
  - 1r als Campionats Panamericans en Velocitat
  - 1r als Campionats Panamericans en Velocitat per equips
- 2017
  - 1r als Campionats Panamericans en Quilòmetre
  - 1r als Campionats Panamericans en Keirin
  - 1r als Campionats Panamericans en Velocitat per equips

### Resultats a laCopa del Món en pista
- 2012-2013
  - 1r a la Classificació general i a la prova de Cali, en Quilòmetre
  - 1r a Cali, en Keirin
- 2014-2015
  - 1r a la Classificació general i a la prova de Cali, en Keirin
  - 1r a la Classificació general, en Velocitat
- 2016-2017
  - 1r a Cali i Los Angeles, en Keirin